# 金宗直
金 宗直（きん そうちょく、キム・ジョンジク、1431年6月 - 1492年8月19日）は、李氏朝鮮時代前期の思想家。儒学者、政治家、教育者、詩人である。慶尚道咸陽郡守職を務めた。

## 生涯
字は季溫・孝盥、号は佔畢齋、諡号は文忠、本貫は善山である。世祖の在位中に仲間たちと共に官職に進出し、世祖～成宗年間に同僚、後輩の士林派を積極的に抜擢し、士林派の政界進出基盤を固めた。
士林派の師祖の一人。世祖の即位を批判して建てた「弔義帝文」が、世祖の逆鱗に触れた。高麗末期の学者吉再の流れを組み嶺南学派の宗祖となった。士林派出身で初めて朝鮮政界に進出したのは權遇だったが、世祖以後朝鮮政界に進出したのが金宗直とその仲間、弟子たちだったので、金宗直を士林派の筆頭とみなす。
だが金宗直の弟子らが成宗に起用されると勲旧派と対立し，そのため戊午士禍が起り，金宗直は死後の追罰を受けることになった。